# Byssoporia
Byssoporia är ett släkte av svampar. Enligt Catalogue of Life ingår Byssoporia i familjen Atheliaceae, ordningen Atheliales, klassen Agaricomycetes, divisionen basidiesvampar och riket svampar, men enligt Dyntaxa är tillhörigheten istället familjen Atheliaceae, ordningen Polyporales, klassen Agaricomycetes, divisionen basidiesvampar och riket svampar.
|            | Athelia                                 |
|            |                                         |
|            | Byssocorticium                          |
|            |                                         |
|            | Piloderma                               |
|            |                                         |
|            | Leptosporomyces                         |
|            |                                         |
|            | Athelopsis                              |
|            |                                         |
| Byssoporia | \| \| Byssoporia terrestris \| \| \| \| |
|            | \| \| Byssoporia terrestris \| \| \| \| |
|            | Amphinema                               |
|            |                                         |
|            | Taeniospora                             |
|            |                                         |
|            | Fibulomyces                             |
|            |                                         |
|            | Athelocystis                            |
|            |                                         |
|            | Hypochniciellum                         |
|            |                                         |
|            | Lyoathelia                              |
|            |                                         |
|            | Tylospora                               |
|            |                                         |
|            | Digitatispora                           |
|            |                                         |
|            | Mycostigma                              |
|            |                                         |
|            | Melzericium                             |
|            |                                         |
|            | Hypochnella                             |
|            |                                         |
|            | Pteridomyces                            |
|            |                                         |
|            | Butlerelfia                             |
|            |                                         |
|            | Lobulicium                              |
|            |                                         |
|            | Elaphocephala                           |
|            |                                         |
|            | Athelicium                              |
|            |                                         |
|            | Byssoporia terrestris                   |
|            |                                         |

|  | Byssoporia terrestris |
|  |                       |